# Инцидент в Чёрном море (2021)
Инцидент в Чёрном море (2021) — международный морской инцидент, который произошел 23—24 июня 2021 года, когда британский эсминец «Дефендер», следуя правилу «мирного прохода», двигался из Одессы в Батуми и при этом на 3 км углубился в 12-мильную зону у побережья Крымского полуострова. Российское командование заявило, что сторожевиком был открыт предупредительный огонь и бомбардировщик Су-24М сбросил бомбы по курсу британского корабля. В Минобороны Великобритании отрицали, что по курсу корабля были сброшены бомбы или открыт огонь.
Согласно секретным документам, обнаруженным за день до инцидента на автобусной остановке, решение британского правительства направить эсминец в «безопасный и профессиональный прямой маршрут из Одессы в Батуми» было принято для демонстрации того, что Британия считает воды вблизи Крыма украинскими, несмотря на возможные риски прямого военного столкновения с Российской Федерацией.
На следующий день аналогичное предупреждение получил экипаж нидерландского фрегата «Эвертсен», также находившегося неподалёку от российских территориальных вод. В свою очередь, правительство Нидерландов выразило протест и заявило об имитации атаки по их кораблю с одновременным подавлением систем связи.

## Предшествующие обстоятельства
В 2014 году Россия захватила и аннексировала Крым. Украина и международное сообщество отказались признавать аннексию.

### Военно-морское соглашение между Украиной и Великобританией
21 июня 2021 года Великобритания и Украина подписали соглашение о военно-морском сотрудничестве на борту эскадренного миноносца «Дефендер», когда тот стоял в порту Одессы. По условиям соглашения, Великобритания продаст Украине два модернизированных тральщика типа «Сандаун» и построит для неё восемь малых ракетных кораблей. Также при финансовой поддержке Великобритании планируется построить новую военно-морскую базу на Чёрном море в качестве основной базы флота ВМС Украины и новую базу на Азовском море. Соглашение также предусматривает продажу ракетных комплексов, а также их обучение и поддержку.

## Эсминец «Дефендер»
23 июня 2021 года эсминец совершал плановый переход из Одессы в Грузию. При этом курс был проложен на одном из участков в 12-мильной зоне от побережья Крыма. По мнению британского правительства вне зависимости от вопроса принадлежности данных вод, корабль, используя право мирного прохода боевых кораблей и иных судов в акватории нейтральных стран, де-юре обладало полным правом прохождения через данные водные пространства, поскольку, согласно обычной для этого маршрута практике, корабль следовал по международно-признанному коридору разделения движения. Как стало известно британскому изданию The Daily Telegraph, британский министр иностранных дел Доминик Рааб возражал против планов министра обороны Бена Уоллеса осуществить проход HMS Defender вблизи побережья Крыма и решение принималось лично премьер-министром Борисом Джонсоном. В районе крымского мыса Фиолент к кораблю приблизились российские пограничные корабли (сторожевики проекта 22460 «Охотник»).
Министерство обороны РФ 16.04.2021 приостановило право мирного прохода через территориальное море Российской Федерации для иностранных военных кораблей и других государственных судов с 24 апреля по 31 октября, о чём было уведомлено в том числе и правительство Великобритании. Согласно данным Министерства обороны России, эсминец нарушил государственную границу Российской Федерации и углубился в российские территориальные воды на расстояние до 3 км в направлении мыса Фиолент. Далее последовало предупреждение в адрес экипажа эсминца об их нахождении в территориальных водах РФ и требование немедленно их покинуть, грозя в ином случае открыть предупредительный огонь. В 12:06 и 12:08 пограничный сторожевой корабль выполнил предупредительную стрельбу, а в 12:19 бомбардировщик Су-24М выполнил предупредительное бомбометание по курсу движения эсминца, после чего корабль покинул территориальные воды России. Британская версия происходящего была оспорена ФСБ. Менее чем через 2 часа «РИА Новости» опубликовало видеозапись переговоров российских пограничников с британским эсминцем, на кадрах которых был запечатлён диалог российских военных с британским экипажем с требованием покинуть российские воды и после нескольких предупреждений открывают предупредительный огонь. Кремль назвал инцидент спланированной провокацией.
Минобороны Великобритании заявило, что корабль без помех прошел через территориальные воды Украины по международно-признанному коридору разделения движения и в 11:45 по Москве вышел за пределы 12-мильной зоны у побережья «оккупированного» Крыма. Российские корабли следили за его проходом на расстоянии. Позже министерство обороны Великобритании добавило, что прохождение эсминца в данном районе являлось операцией по поддержанию свободы судоходства (FONOP) в рамках Конвенции ООН по морскому праву. Там также заявили, что никакой стрельбы по курсу эсминца не было, хотя капитан эсминца Винсент Оуэн признал, что хорошо слышал стрельбу российских пограничных судов в нескольких милях за кормой эсминца, которая была принята за часть российских учений. Он также пожаловался на последующее небезопасное сближение российских пограничных сторожевиков с эсминцем на расстояние 100—200 ярдов (90-180 метров), назвал его небезопасным и противоречащим международному праву и рассказал, что во время прохождения вод у Крыма эсминец шёл на скорости 30 узлов, то есть с максимальной скоростью.
Британская пресса утверждает, что на остановке автобуса были случайно найдены конфиденциальные документы Министерства обороны Великобритании (объем до 50 страниц), в которых, в числе прочего, приведены результаты анализа двух возможных курсов прохода эсминца из Одессы в Батуми и три вероятных варианта ответных действий России (от «безопасных и профессиональных» до «небезопасных и непрофессиональных»). Выбран был вариант, описанный как «безопасный и профессиональный прямой маршрут». В документах сказано, что такой вариант позволил бы продемонстрировать, что Британия считает воды вблизи Крыма украинскими. При выборе иного курса удалось бы избежать конфронтации с Россией, но у руководства России могло сложиться впечатление, что Британия де-факто признает крымские территориальные воды российскими.

## Фрегат «Эвертсен»
На следующий день, 24 июня в промежутке с 15:30 по 20:30 по московскому времени бомбардировщики ВКС России провели серию учебных бомбометаний вблизи нидерландского фрегата HNLMS Evertsen, патрулировавшего Чёрное море вместе с HMS Defender.
Представитель МИД России Мария Захарова назвала маневрирование нидерландского фрегата вблизи Крымского побережья умышленной провокацией. В ответ британское оборонное ведомство заявило о «приоритетности права свободы судоходства, осуществляемого всеми странами».

## Реакция
В день инцидента Министерство обороны России вручило ноту протеста военному атташе Великобритании из-за нарушения эсминцем государственной границы Российской Федерации. Аналогично, на Смоленскую площадь также была вызвана Чрезвычайный и полномочный посол Дебора Броннерт, которой вручили аналогичную ноту. Заместитель министра иностранных дел России Сергей Рябков предупредил, что Российская Федерация будет сбрасывать бомбы не только по курсу, но и по цели, если любые иностранные суда будут осуществлять новые и аналогичные провокации вблизи территориальных вод.
Премьер-министр Великобритании Борис Джонсон назвал решение о проведении патрулирования «совершенно обоснованным».
30 июня 2021 года президент России Владимир Путин назвал этот инцидент «провокацией» и заявил: «Даже если бы мы потопили этот корабль, трудно представить, что мир был бы на грани Третьей мировой войны. Потому что те, кто делает это, знают, что не выйдут победителями из этой войны».

## Комментарии
1. ↑  Бо́льшая часть Крымского полуострова является объектом территориальных разногласий между Россией, контролирующей эту территорию, и Украиной
2. ↑  Согласно конвенции ООН по морскому праву